# Îlet à Cabrit (Petit-Bourg)
Ne doit pas être confondu avec Îlet à Cabrit.
Îlet à Cabrit est un îlet inhabité de Guadeloupe dans le Petit Cul-de-sac marin, appartenant administrativement à Petit-Bourg.

## Description

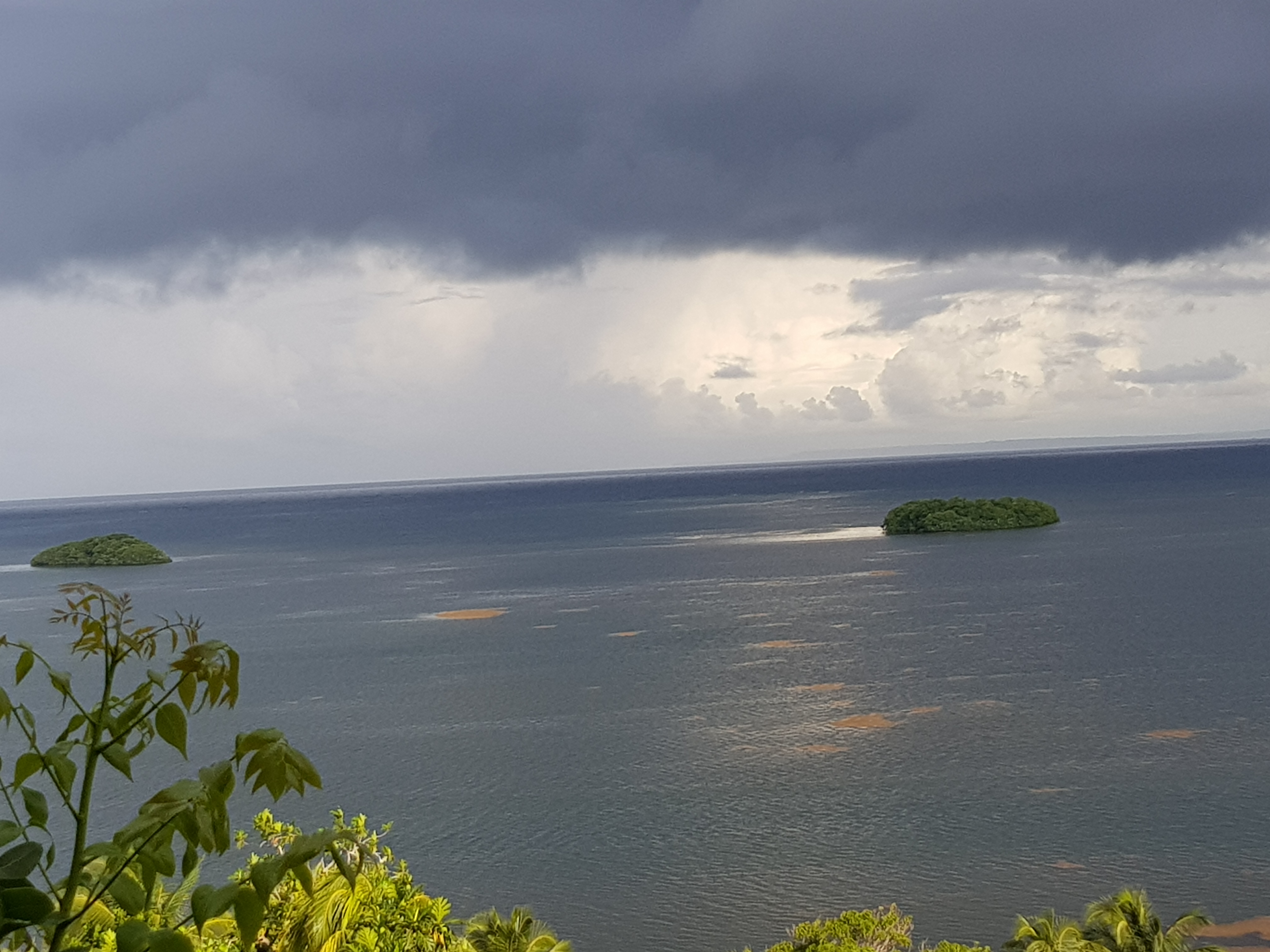
îlet à Nègre et îlet à Cabrit

Situé face à la pointe à Bacchus, à l'est de l'îlet à Nègre, il est constitué de bosquets de type mangrove. A fleur d'eau, il s'étend sur une longueur d'environ 127 m pour une largeur approximative de 81 m. Il compte un carbet.